# Philip K. Dick
Philip Kindred Dick (16 tháng 12 năm 1928 - 2 tháng 3 năm 1982) là một nhà văn người Mỹ nổi tiếng với các tác phẩm xuất sắc của ông trong lĩnh vực khoa học viễn tưởng. Tác phẩm của ông đã khám phá các chủ đề triết học, xã hội và chính trị, với những câu chuyện tập trung vào các tập đoàn độc quyền, vũ trụ thay thế, chính phủ độc tài và các trạng thái ý thức bị thay đổi. Các tác phẩm của ông cũng phản ánh sự quan tâm của ông với thế giới siêu hình và thần học, và thường rút ra từ trải nghiệm cuộc sống của chính ông trong việc giải quyết bản chất của thực tế, cá nhân, các vấn đề của lạm dụng chất kích thích, tâm thần phân liệt, và các kinh nghiệm về tâm linh.
Sinh ra ở Illinois, cuối cùng ông chuyển đến California và bắt đầu xuất bản những câu chuyện khoa học viễn tưởng vào những năm 1950. Truyện của ông ban đầu không có thành công lớn về thương mại. Tiểu thuyết viết lại lịch sử năm 1962 của ông, The Man in the High Castle giúp ông nổi tiếng, giành giải Hugo cho tiểu thuyết hay nhất. Ông tiếp tục viết các tiểu thuyết khoa học viễn tưởng như Người máy có mơ về cừu điện không? (1968) và Ubik (1969). Tiểu thuyết Flow My Tears, the Policeman Said năm 1974 của ông giành giải Tưởng niệm John W. Campbell cho tiểu thuyết hay nhất. Sau một loạt các kinh nghiệm tôn giáo vào tháng 2 năm 1974, các tác phẩm của Dick chuyển sang gắn kết rõ ràng hơn với các vấn đề về thần học, triết học và bản chất của thực tế, như trong các tiểu thuyết A Scanner Darkly (1977) và VALIS (1981). Một bộ sưu tập văn học phi hư cấu của ông về những chủ đề này đã được xuất bản sau khi ông qua đời với tên là The Exegesis of Philip K. Dick (2011). Ông qua đời vào năm 1982, ở tuổi 53, do các biến chứng sau đột quỵ.
Các tác phẩm của Dick bao gồm 44 tiểu thuyết được xuất bản và khoảng 121 truyện ngắn, hầu hết đều xuất hiện trong các tạp chí khoa học viễn tưởng trong suốt cuộc đời của ông. Một loạt các bộ phim nổi tiếng dựa trên các tác phẩm của Dick đã được sản xuất, bao gồm Blade Runner (1982), Total Recall (chuyển thể 2 lần: năm 1990 và năm 2012), Minority Report (2002), A Scanner Darkly (2006), và The Adjustment Bureau (2011). In 2005, tạp chí Time vinh danh Ubik là một trong 100 tiểu thuyết tiếng Anh vĩ đại nhất được xuất bản từ năm 1923. Năm 2007, Dick trở thành nhà văn khoa học viễn tưởng đầu tiên được đưa vào loạt phim The Library of America.

## Phong cách và tác phẩm

### Chủ đề
Các câu chuyện của Dick thường tập trung vào bản chất mong manh của những gì là có thật và xây dựng bản sắc cá nhân. Câu chuyện của ông thường trở thành tưởng tượng siêu thực, khi các nhân vật chính từ từ phát hiện ra rằng thế giới hàng ngày của họ thực sự là ảo tưởng được lắp ráp do các thực thể mạnh mẽ bên ngoài, chẳng hạn như các đoạn hoạt hình bị treo trong Ubik, những âm mưu chính trị to lớn hoặc những thăng trầm của một người kể chuyện không đáng tin cậy. "Tất cả tác phẩm của Dick bắt đầu với giả định cơ bản là không thể có một thực tế khách quan và duy nhất", tác giả khoa học viễn tưởng Charles Platt viết. Một nhân vật chính có thể thấy mình sống trong giấc mơ của một người khác, hoặc anh ta có thể bước vào một trạng thái do dùng chất kích thích thực sự có ý nghĩa rõ ràng hơn so với thế giới thực, hoặc anh ta có thể đi qua một vũ trụ hoàn toàn khác."
Các vũ trụ thay thế và simulacra là các thuyết âm mưu phổ biến, với các thế giới hư cấu, là nơi sinh sống của những người làm việc chung, chứ không phải là các tầng lớp cấp cao của thiên hà. "Không có anh hùng nào trong sách của Dick", Ursula K. Le Guin viết, "nhưng có các phẩm chất anh hùng. Kiểu viết này tương tự với Dickens: những gì đáng nói là sự trung thực, sự kiên trì, lòng tốt và sự kiên nhẫn của những người bình thường." Dick nói rõ ràng rằng nhiều suy nghĩ và tác phẩm của ông bị ảnh hưởng lớn bởi các tác phẩm của Carl Jung. Các cấu trúc và mô hình của Jung mà Dick quan tâm nhất dường như là nguyên mẫu của vô thức tập thể, hình chiếu trên đám đông/ảo giác, đồng bộ tâm lý và lý thuyết nhân cách. Nhiều nhân vật chính của Dick đã công khai phân tích thực tế và nhận thức của họ về các thuật ngữ của Jung. Exegesis - tác phẩm tự đặt tên của Dick cũng chứa nhiều ghi chú về Jung liên quan đến thần học và chủ nghĩa thần bí.
Dick xác định chủ đề chính trong các tác phẩm của ông là câu hỏi, "Cái gì cấu thành con người đích thực?" Trong các tác phẩm như Người máy có mơ về cừu điện không?, các sinh vật có thể xuất hiện giống hoàn toàn con người trong mọi khía cạnh trừ linh hồn hay lòng từ bi, trong khi những sinh vật hoàn toàn xa lạ như Glimmung trong Galactic Pot-Healer có thể mang tính người và phức tạp hơn những con người trong truyện.
Bệnh tâm thần là mối quan tâm thường xuyên của Dick, và các chủ đề về bệnh tâm thần là chủ đề thường trực trong các tác phẩm. Nhân vật Jack Bohlen trong tiểu thuyết năm 1964 Martian Time-Slip là một người từng bị tâm thần phân liệt. Tiểu thuyết Clans of the Alphane Moon tập trung vào một xã hội được tạo thành hoàn toàn từ hậu duệ của các bệnh nhân bị tâm thần. Năm 1965, ông viết bài luận có tựa đề "Tâm thần phân liệt và cuốn Sách để thay đổi".

### Các tác phẩm tiêu biểu
The Man in the High Castle (1962) được thiết lập trong một tiểu thuyết lịch sử viết lại, trong đó Hoa Kỳ bị phe Trục đánh bại và cai trị. Đây là cuốn tiểu thuyết duy nhất của Dick giành được giải Hugo. Gần đây nhất tác phẩm này đã được chuyển thể thành một bộ phim truyền hình của Amazon và có sẵn thông qua video của Amazon Prime.
The Three Stigmata of Palmer Eldritch (1965) sử dụng hàng loạt các ý tưởng của khoa học viễn tưởng và tạo ra hàng loạt phân tầng của thực tế và ảo tưởng. Đây cũng là một trong những tác phẩm đầu tiên của Dick tập trung khám phá các chủ đề tôn giáo. Cuốn tiểu thuyết diễn ra vào thế kỷ 21, khi, dưới quyền của Liên Hợp Quốc, loài người đã xâm chiếm tất cả các hành tinh và mặt trăng có thể ở được trong Hệ Mặt Trời. Cuộc sống khó khăn và tâm lý đơn điệu đối với hầu như mọi người di dân, vì vậy Liên Hợp Quốc phải ép mọi người di cư đến các thuộc địa mới. Tự giải trí bằng cách sử dụng búp bê và phụ kiện "Perky Pat" được sản xuất bởi công ty "P.P. Layouts" có trụ sở chính ở Trái Đất. Công ty cũng bí mật tạo ra "Can-D", một loại thuốc gây ảo giác bất hợp pháp nhưng được phổ biến rộng rãi cho phép người dùng "chuyển đổi" thành Perky Pat (nếu người dùng thuốc là phụ nữ) hoặc bạn trai của Pat, tên Walt (nếu người dùng thuốc là đàn ông). Việc sử dụng thuốc giải trí Can-D này cho phép người dân di cư trải nghiệm vài phút về một cuộc sống lý tưởng trên Trái Đất bằng cách tham gia vào một ảo giác tập thể.
Người máy có mơ về cừu điện không? (1968) là câu chuyện của một thợ săn tiền thưởng đang điều chỉnh dân số người nửa máy tại địa phương. Bối cảnh là một Trái Đất đang chết dần vì chất độc, giết chết hầu hết các loài động vật và tất cả những con người "thành công"; những cư dân còn lại duy nhất trên hành tinh này là những người không có triển vọng gì trong đời thực. Cuốn tiểu thuyết năm 1968 này là chất liệu văn học của bộ phim Blade Runner (1982). Nó vừa là một sự kích động và sự tăng cường của câu hỏi xuyên suốt của Dickian: Cái gì là thật, cái gì là giả? Yếu tố quan trọng nào định nghĩa con người là thực sự "sống", so với những người chỉ đơn thuần sống trên vẻ bề ngoài?
Ubik (1969) sử dụng thần giao cách cảm sâu rộng và trạng thái bị treo sau khi chết để tạo ra một trạng thái thực tế bị xói mòn. Một nhóm chuyên gia tâm linh được gửi đến để điều tra một tổ chức đối thủ, nhưng một số trong số họ dường như bị giết bởi một quả bom khủng bố. Phần lớn nội dung cuốn tiểu thuyết này chuyển qua lại giữa những thực tại hợp lý khác nhau; thực tế "thực sự", trạng thái của nửa cuộc sống và thực tế của các thao tác tâm lý. Năm 2005, tạp chí Time liệt kê nó trong "Danh sách 100 cuốn tiểu thuyết vĩ đại nhất" được xuất bản từ năm 1923.